# Catherine Lubetzki
Catherine Lubetzki est une neurologue française qui est professeure à l'Université de la Sorbonne. Elle est cheffe du service des maladies neurologiques à l'Hôpital de la Salpêtrière, où elle coordonne le centre de recherche clinique de la sclérose en plaques de la Salpêtrière. Ses recherches portent sur la physiologie de la sclérose en plaques et l'identification des interactions entre la myéline et les axones. En 2019, elle a reçu le prix Charcot de la Fédération internationale de la sclérose en plaques.

## Formation
Lubetzki termine sa formation médicale à l'Université Paris-Descartes . Elle s'intéresse à la neurologie après qu'un processus de sélection lui a laissé le dernier membre du groupe d'âge à choisir une rotation. Elle se retrouve dans une alternance en neurochirurgie, et effectue une année de recherche au Collège de France . Elle travaille aux côtés de Jacques Glowinski sur la neuropharmacologie et interagit d'abord avec des personnes atteintes de sclérose en plaques, se rendant compte qu'elles ne reçoivent pas de soins médicaux appropriés. Elle travaille comme chercheuse clinique pour identifier de nouvelles immunothérapies pour la sclérose en plaques. Elle effectue ses recherches doctorales à l'Université Pierre-et-Marie-Curie, où elle travaille sur la myéline et les cellules formant la myéline.

## Recherches et carrière
En 1996, Lubetzki est la première à démontrer le rôle de l'activité électrique dans l'induction de la myélinisation. Expérimentalement, elle montre que la myélinisation peut être inhibée en bloquant le potentiel d'action des axones voisins (et vice versa). Elle continue à développer cette recherche et, se concentrant sur le nœud de Ranvier, démontre que la vitesse de conduction augmente avec la myélinisation. Son identification que le taux et l'efficacité des cellules progénitrices d'oligodendrocytes (en) sont critiques dans la myélinisation pourrait aider à identifier de nouvelles stratégies de réparation. Par criblage in vitro, Lubetzki développe des candidats thérapeutiques pro-myélinisants et teste l'impact de la stimulation électrique à l'Institut du Cerveau de Paris.
Lubetzki est présidente du comité scientifique de l'Association française de recherche sur la sclérose en plaques. En 2019, elle est la première femme à recevoir le prix Charcot de la Fédération internationale de la sclérose en plaques .

## Prix et distinctions
- 2008 : Grand Prix scientifique de la Fondation NRJ (en) [7]
- 2010 : Prix Sobeck [8]
- 2015 : Prix Camille Woringer de la Fondation pour la Recherche Médicale [9]
- 2019 : Prix Charcot de la Fédération internationale de la sclérose en plaques [6]
- 2021 : Prix Pasteur-Weizmann/Servier [10]

## Publications (sélection)
- (en) Corinne de Chappedelaine, B Stankoff, M Logak, P Anglade, B Allinquant, F Couraud, B Zalc et C Lubetzki, « Induction of myelination in the central nervous system by electrical activity », Proceedings of the National Academy of Sciences, Washington et États-Unis, NAS, vol. 93, no 18,‎ 1er septembre 1996, p. 9887-9892 (ISSN 0027-8424 et 1091-6490, OCLC 43473694 et 1607201, PMID 8790426, PMCID 38524, DOI 10.1073/PNAS.93.18.9887).
- (en) Xavier Montalban, Ralf Gold, Alan J. Thompson, Susana Otero-Romero, Maria Pia Amato, Dhia Chandraratna, Michel Clanet, Giancarlo Comi, Tobias Derfuss, Franz Fazekas, Hans Peter Hartung, Eva Havrdova, Bernhard Hemmer, Ludwig Kappos, Roland Liblau, Catherine Lubetzki, Elena Marcus, David H Miller, Tomas Olsson, Steve Pilling, Krzysztof Selmaj, Axel Siva, Per Soelberg Sørensen, Maria Pia Sormani, Christoph Thalheim, Heinz Wiendl et Frauke Zipp, « ECTRIMS/EAN Guideline on the pharmacological treatment of people with multiple sclerosis », Multiple Sclerosis Journal, SAGE Publications, vol. 24, no 2,‎ 1er janvier 2018, p. 96-120 (ISSN 1352-4585 et 1477-0970, OCLC 39932110, PMID 29353550, DOI 10.1177/1352458517751049).
- (en) Christel Renoux, Sandra Vukusic et Christian Confavreux, « The natural history of multiple sclerosis with childhood onset », Clinical Neurology and Neurosurgery, Elsevier, vol. 110, no 9,‎ 4 juin 2008, p. 897-904 (ISSN 0303-8467 et 1872-6968, OCLC 01188204, PMID 18534742, DOI 10.1016/J.CLINEURO.2008.04.009).